# Viburnum undulatum
Viburnum undulatum är en desmeknoppsväxtart som först beskrevs av Oerst., och fick sitt nu gällande namn av Ellsworth Paine Killip och A. C. Smith. Viburnum undulatum ingår i släktet olvonsläktet, och familjen desmeknoppsväxter. Inga underarter finns listade i Catalogue of Life.